# 帥哥廚師到我家
《帥哥廚師到我家》（Take Home Chef）是一個真人實境秀形態的美食節目，主持人為柯提斯·史東，於The Learning Channel（TLC）頻道首播，亞洲區則在TLC旅遊生活頻道播出。
每一集，史東會在超級市場內找尋一位逛生鮮部之陌生人，特別是二三十歲的漂亮女性，並詢問她是否當晚為某人煮晚餐，如果是的話，史東便會主動幫忙對方設計菜單、購買食材，前往當事者家中料理出一頓晚餐，並給當事者的家人或訪客一個驚喜。   
主廚史東長的高又迷人，而目標人物幾乎都是正在購物的年輕漂亮女性，所以節目裡會有許多男女間的有趣話題。主廚史東必須得在超級市場內隨意找尋對象，並要求對方帶他回家幫忙做菜。節目也常有老公、伴侶或鄰居對於當事人帶陌生人回家所發生的笑話。其中有幾集是男性當事人來給他們的伴侶一個驚喜。
節目中的食譜都會刊登在節目的官方網站上。

## 外部連結
- 官方網站 （页面存档备份，存于）